# Biella
Biella (piemontès Biela) és un municipi italià, situat a la regió del Piemont i a la província de Biella. L'any 2004 tenia 45.822 habitants.

## Personalitats
- Tavo Burat, periodista